# アンナ・アンダーソン

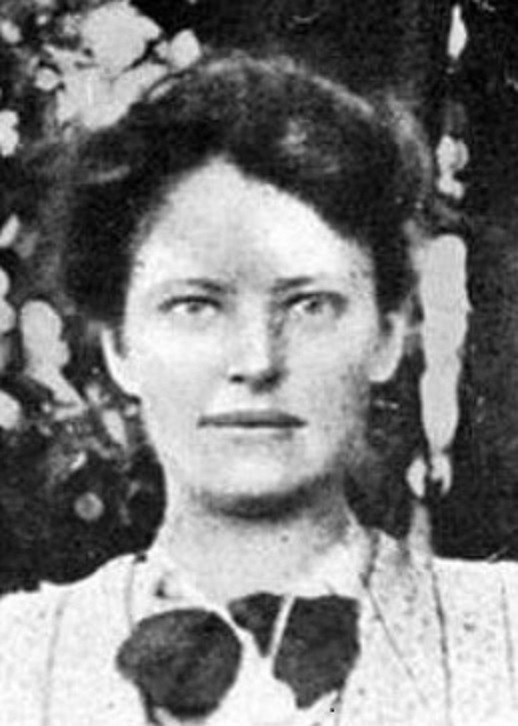
フランツィスカ・シャンツコフスカ（1913年頃）

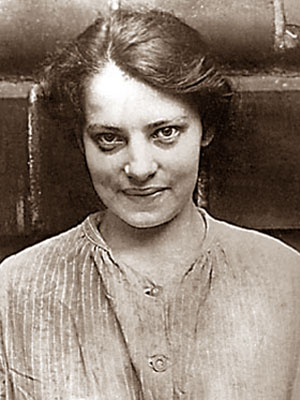
アンナ・アンダーソン（1920年）

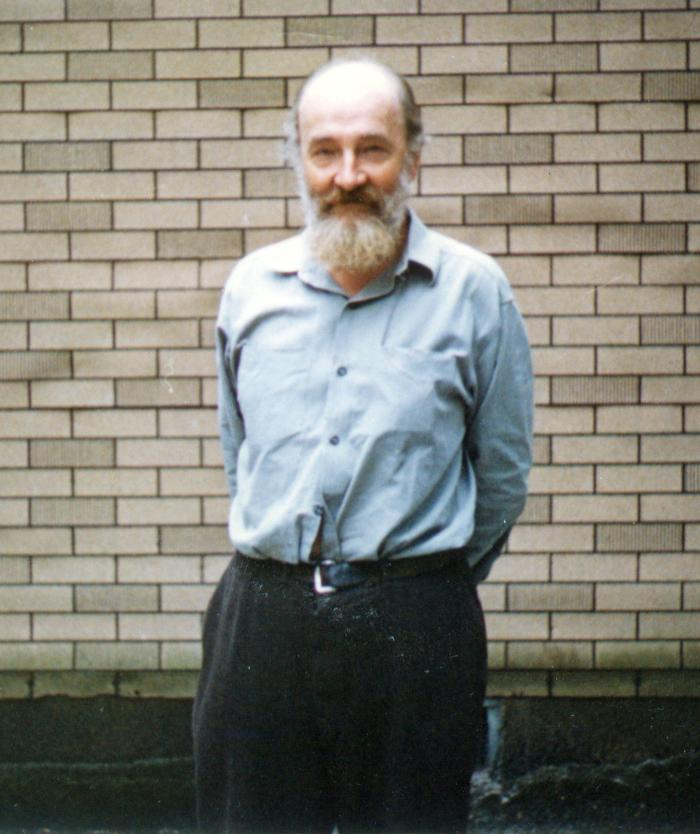
皇帝侍医の息子で、アナスタシアの遊び相手でもあったグレブ・ボトキンは亡くなるまでアンダーソンの根強い支持者だった

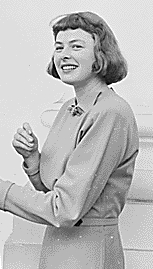
イングリッド・バーグマンはアンダーソンの主張に影響されて1956年に制作された映画『追想』で主演してアカデミー賞を受賞した（写真は1946年）

アンナ・アンダーソン（Anna Anderson、1896年12月16日 - 1984年2月12日）は、ロシア皇女アナスタシアを自称したアメリカ人女性。王族偽装者の一人である。

## 生涯
1920年にドイツのベルリンで、記憶喪失の自殺未遂者として精神病院に収容されたアンダーソンは、自分はロシアから処刑を逃れ脱走してきたアナスタシアであると周囲に説いた。というより、最初に周囲が勝手にアナスタシアではないかと騒ぎ、やがて記憶を失っていた本人も「アナスタシアだったことを思い出した」のであり、意図的な詐称というより、一種の虚偽記憶（もしくは嘘を繰り返しているうちに、自分自身が真実と信じ込んでしまった）と思われる。彼女には、赤の他人を説得する天性の才能があり、耳の形や足の異常形態などアナスタシアと酷似する身体的特徴もあった。さらに、旧帝室に関わった者しか知り得なかった子細な事柄についての知識があったことから、ロマノフ家に連なる旧ロシア貴族の一部を含む、多くの支持者を得た。
ついには、1920年代にドイツでロシア帝室の莫大な遺産をめぐる訴訟を起こすが、ロシア語が話せない、苦手であったはずのドイツ語を話す、記憶が肝心なところであやふやになる、顔が明らかに違うなど多くの疑問点が生じた（但しこれらの疑問点にも反論の余地があるとされている）。訴訟は長期化し、最終的には真偽の確定が不可能として却下された。ロシア帝室生存者も一部を除いてアンダーソンを拒否し、アナスタシア本人をとりわけよく知る祖母マリア・フョードロヴナ皇太后も決して会おうとはしなかった。しかし、ロシア帝室主治医エフゲニー・ボトキンの息子でアナスタシアの遊び相手であったグレブ・ボトキンやその姉のタチアナ・ボトキナなど、根強い支持者も多かった。
その後、支持者の援助で1968年にアメリカ合衆国に定住、アメリカ人ジャック・マナハン（Jack Manahan）と結婚してノースカロライナ州に居住、最後まで自分はアナスタシアであると主張し続けた。この結婚はアンダーソンにアメリカ市民権を取らせるためのものであり、アナスタシアの信奉者のひとりであった裕福な夫は、自分は将来ロシア皇帝になる男であるとことあるごとに吹聴し続けた。発見されて以来1984年に死去するまでアンダーソンは生涯一度も職業を得ず、支持者からの援助金で暮らした。晩年は奇行が目立ち数十匹の猫を放し飼いにしたため、しばしば町から追放されそうになった。
アナスタシアを名乗る偽者は、1920-30年代に少なくとも30人が確認されているが、その中でこれほどの支持を集めたのは、アンダーソン一人だけで、彼女の類稀なる才能のおかげといえる。1920年代にはヨーロッパ社交界の華となり、ハリウッドで2度も映画化され、少なくとも3本のTVドキュメンタリーが作られ、ニクソン大統領の就任式にも呼ばれた。これほど彼女が成功した間接的な理由は、ロマノフ一族全員の殺害命令を下したレーニンが、ニコライ2世一家処刑後に、「ニコライ2世は処刑されたが、家族は安全な場所にいる」という嘘の公式発表をしたことや、ソヴィエト政権がアナスタシアを含むロマノフ一族を処刑した事実を、ソ連崩壊まで隠蔽し続けたことによる。

## 正体
アンダーソンは1984年に死去したが、1989年にアナスタシアの弟であるアレクセイ皇太子と、第3皇女マリア以外のニコライ2世一家と推定される5人の遺骨がロシアで発見された。ミトコンドリアDNA鑑定の結果、これらの遺骨は確かにロマノフ家の一員の物であることが確認された。
アンダーソンの死後10年を経た1994年に、イギリスのFSS（Forensic Science Service）が彼女の小腸標本からのミトコンドリアDNA鑑定を行った。これはアレクサンドラ皇后の姉がイギリス女王エリザベス2世の夫君エジンバラ公の母方の祖母にあたることから、エジンバラ公・ロマノフ家の一員であることが確認されている皇女・アンダーソンの三者のミトコンドリアDNAを較べるという、かつてない科学的な検証だった。その結果、エジンバラ公と遺骨のDNAは確かに一致したが、アンダーソンのDNAはこのどちらとも一致しなかった。
その代わりにフランツィスカ・シャンツコフスカの甥のカール・マウハーとはDNAが一致した。アンダーソンの正体はポーランド人農家の娘フランツィスカ・シャンツコフスカ（Franziska Schanzkowska、1896年12月16日生 - 1920年3月失踪）である可能性が少なくとも99.7%である、と学術誌『ネイチャージェネティクス（Nature Genetics）』に発表された。
出稼ぎ労働者としてベルリンの爆弾工場で働いていたフランツィスカは、手榴弾を誤って落とした事故で重傷を負い（その際、同僚は爆死）、精神不安定となって、アナスタシアとして現れる数週間前に消息不明となっている。事実、フランツィスカとアンダーソンの写真は酷似しており、1927年にアンダーソンを認めていなかった元ヘッセン大公エルンスト・ルートヴィヒが私立探偵に調べさせて、アンダーソンがフランツィスカであると発表していた。さらに1930年代に彼女の兄弟がアンダーソンと面会した際（この面会は、ヒトラードイツ総統府の催促で実現した）兄弟は自分たちの姉妹であると認めている（しかし、その後兄弟は「姉の新しい“仕事”を邪魔してはいけない」と前言を撤回）。アンダーソンはこの爆発による体中の傷を、銃殺処刑をかろうじて逃れた証拠と主張していた。
しかしアナスタシアを信奉する信者の活動は、アメリカ人作家ピーター・カース（Peter Kurth）を始め根強く、アメリカではいまだにほぼ毎年アンダーソン関連の著作が出版されている。小腸の標本が本人のものではない可能性を示唆する論者も存在する。
なお、山田風太郎は「人間臨終図巻」で、アナスタシアと称する女性が「偽物であったらともかく、本物であったとしたら、そして『私は私である』ということを世界中の誰も認めないとしたら……これほど悩ましい悲劇はちょっとあるまい」と述べている。

## 関連作品

### ノンフィクションとセミノンフィクション
- ジェイムズ・B・ラヴェル（著）、広瀬順弘（訳）『アナスタシア 消えた皇女』（角川書店、1998年）
- 柘植久慶『皇女アナスタシアの真実 』（小学館、1998年）、『傭兵見聞録』（集英社 、1991年）
- 桐生操『皇女アナスタシアは生きていたか』（新人物往来社、1991年）
- Peter Kurth 『Anastasia: The Riddle of Anna Anderson』（Back Bay Books、1985年）

### フィクション

#### 小説
- 島田荘司『ロシア幽霊軍艦事件』（原書房、2001年）

#### 映画
- 『追想』（原題：Anastasia、1956年）

#### テレビ
- 『アナスタシア/光・ゆらめいて』（原題：Anastasia: The Mystery of Anna、1986年）

#### 漫画
- 『ゴルゴ13』 第262話「すべて人民のもの」

#### コンピュータゲーム
- 『アサシン クリード クロニクル ロシア』（ユービーアイソフト、2016年）[注 2]
- 『Hearts of Iron IV』（パラドックスインタラクティブ、2015～2022現在）ポーランド国家方針を進めてく上で、条件を達成した場合の隠しルートに登場。国家元首に選出することが可能。